# Сиверс, Яков Ефимович
Граф Я́ков Ефи́мович Си́верс (нем. Jakob Johann Graf von Sievers; 19 [30] сентября 1731, Везенберг, Лифляндская губерния, Российская империя — 11 [23] июля 1808, имение Бауэнхоф, Лифляндская губерния, Российская империя) — русский государственный деятель, новгородский губернатор, чрезвычайный посол в Польше, действительный тайный советник. Один из членов-учредителей Вольного экономического общества, руководитель проектировки Мариинского канала.
Дядя генералов Карла, Якова и Егора Сиверсов.

## Биография
Представитель остзейского рода Сиверсов. Родился в Везенберге в семье бедного лифляндского дворянина Иохима-Иоганна фон Сиверса (1699—1770), который был женат на своей двоюродной сестре Анне-Магдалине фон Сиверс (1710—1762). В 12 лет был привезён в Петербург своим дядей Карлом, на дочери которого позднее женился.
Начал свою служебную деятельность писцом в Коллегии иностранных дел, а позже служил при русских посольствах в Копенгагене и с 1748 года — в Лондоне.
С началом войны в 1756 году определился в чине премьер-майора на военную службу; подполковником Невского полка принимал участие в сражениях при Гросс-Егерсдорфе, Цорндорфе и осаде Кольберга; был дивизионным квартирмейстером. В 1759—1760 годах состоял секретарём русско-прусской комиссии для размена военнопленных. В 1761—1762 годах был в отпуске и после воцарения Екатерины II в 1762 году в чине генерал-майора по болезни вышел в отставку.
C 1764 года был новгородским губернатором, затем — генерал-губернатором. Полагая, что всё в Новгородской губернии находится в крайне ужасном состоянии, Сиверс написал для императрицы Екатерины II докладное письмо об улучшениях, настаивал, главным образом, на скором размежевании земель, на мерах к сохранению лесов, на учреждении сельскохозяйственного общества. Кроме того, составил ряд проектов по различным отраслям управления своей губернией. Немало проектов, составленных новым новгородским губернатором, приняла Екатерина II, при этом эти проекты в большей части были напечатаны в губернских инструкциях и в полном собрании законов.
Сделал очень много отведённому ему краю. На посту новгородского губернатора он уделял своё время абсолютно всему: сельскому хозяйству, соляному делу, добыче торфа и каменного угля, дорогам, водяным сообщениям, школам и т. д. Он пытался привести в порядок пришедшие в упадок города весьма обширной в то время губернии, и в особенности Тверь.
За годы работы на посту новгородского губернатора удостоился доверия Екатерины II. В 1774 году был назначен на вновь образованную должность директора водяных коммуникаций. В этой должности руководил постройкой и реконструкцией каналов, в том числе Вышневолоцкой водной системы. В 1777 году получил за свои труды 20 тыс. рублей и имение в Полоцкой губернии.
В 1781 году произведён в действительные тайные советники, но вскоре под давлением враждебно настроенного к нему князя Потёмкина был вынужден уйти со службы; непосредственной причиной послужил скандальный разрыв Сиверса с супругой Елизаветой. В течение 10 лет жил в своём лифляндском имении, занимая должность ландрата.
После одиннадцатилетней отставки, 24 ноября 1792 года он был назначен чрезвычайным и полномочным послом в Речь Посполитую, где он председательствовал на Гродненском сейме, добивался роспуска Тарговицкой конфедерации, а также содействовал второму разделу Речи Посполитой; спустя год, 2 декабря 1793 года был отозван в Россию; получил 2 тыс. душ крестьян в Минской губернии.
В 1796 году, 22 декабря, по указу Павла I Яков Ефимович Сиверс был назначен сенатором. Также он стал главным попечителем Воспитательного дома и главным директором «управления водяных коммуникаций» (1797—1800); 8 апреля 1798 года, вместе с братьями Карлом и Петром, был возведён в графское достоинство Российской империи.
Уделял много внимания приведению в порядок старых каналов между Волгой и Невой, устройству новых — в западный губерниях империи. В 1800 году снова вышел в отставку. Граф Сиверс известен также как благотворитель; на проценты с капитала в 4000 рублей, пожертвованных им в пользу церковного училища, в Москве существовал интернат для мальчиков под руководством пастора Хайдеке.
Умер 11 (23) июля 1808 года в имении Бауэнгоф в Вольмарском уезде Лифляндской губернии.

## Награды
Российской империи:
- Орден Святой Анны (26 января 1767)[2]
- Орден Святого Александра Невского (10 июля 1775)[2]
- Орден Святого Владимира 1-й степени (19 октября 1793)[2]
- Орден Святого апостола Андрея Первозванного (август 1793)[2]
- Орден Святого Иоанна Иерусалимского большой крест (30 марта 1799)[2]

Иностранных государств:
- Орден Белого орла (1793, Речь Посполитая)
- Орден Святого Станислава (1793, Речь Посполитая)
- Орден Кармельской Богоматери и Святого Лазаря Иерусалимского (1799, Королевство Франция)

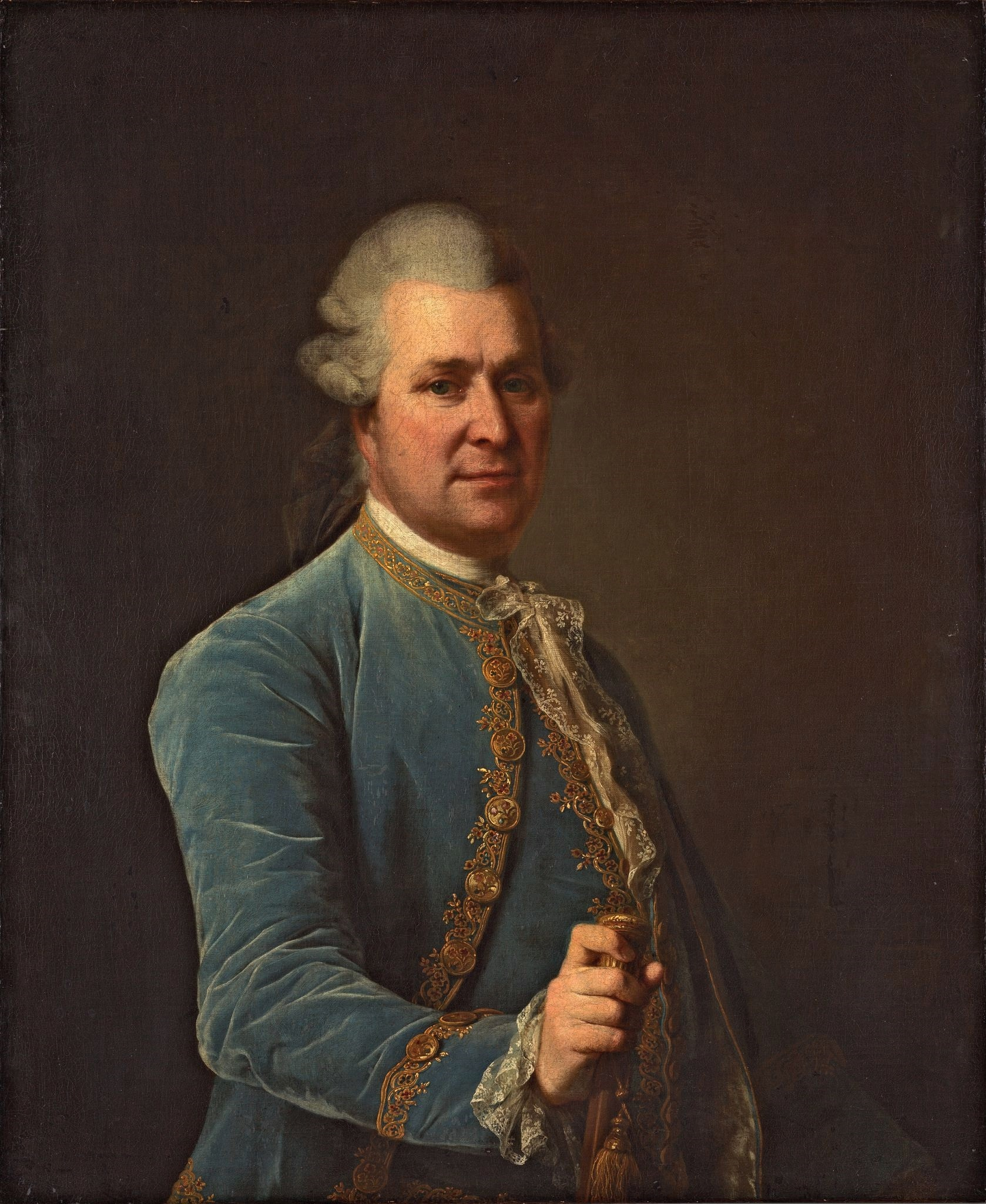
Портрет работы Дмитрия Левицкого, 1779 г.
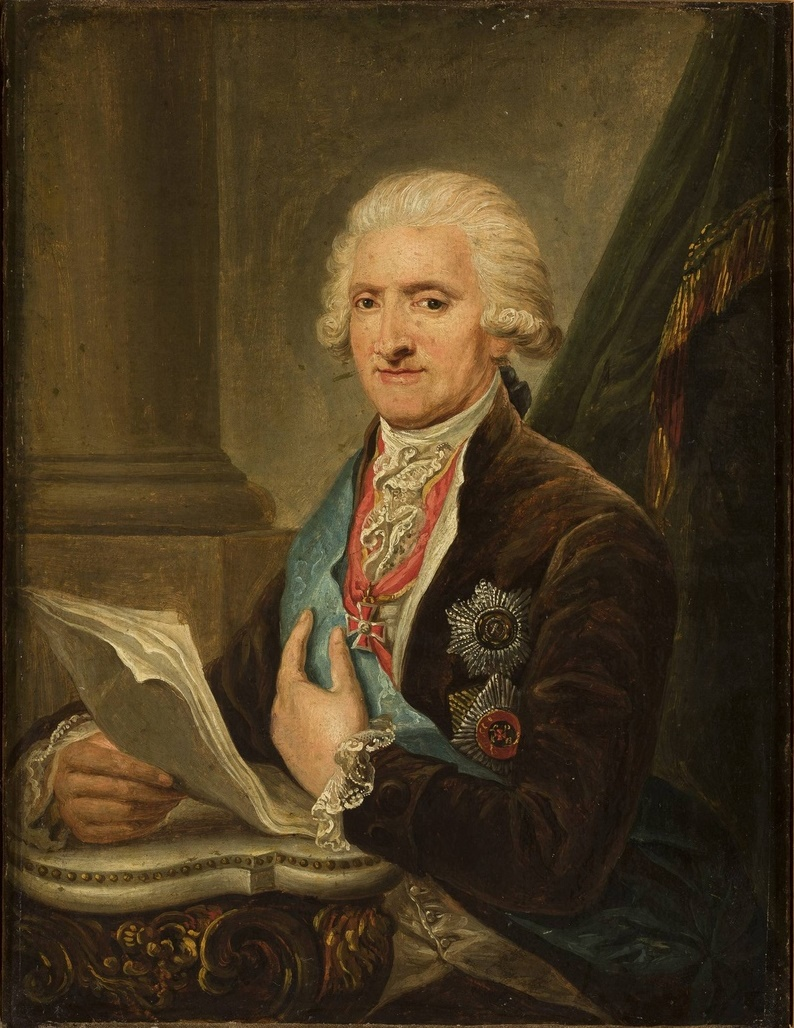
Портрет работы Г. фон Кюгельгена, после 1795 г.
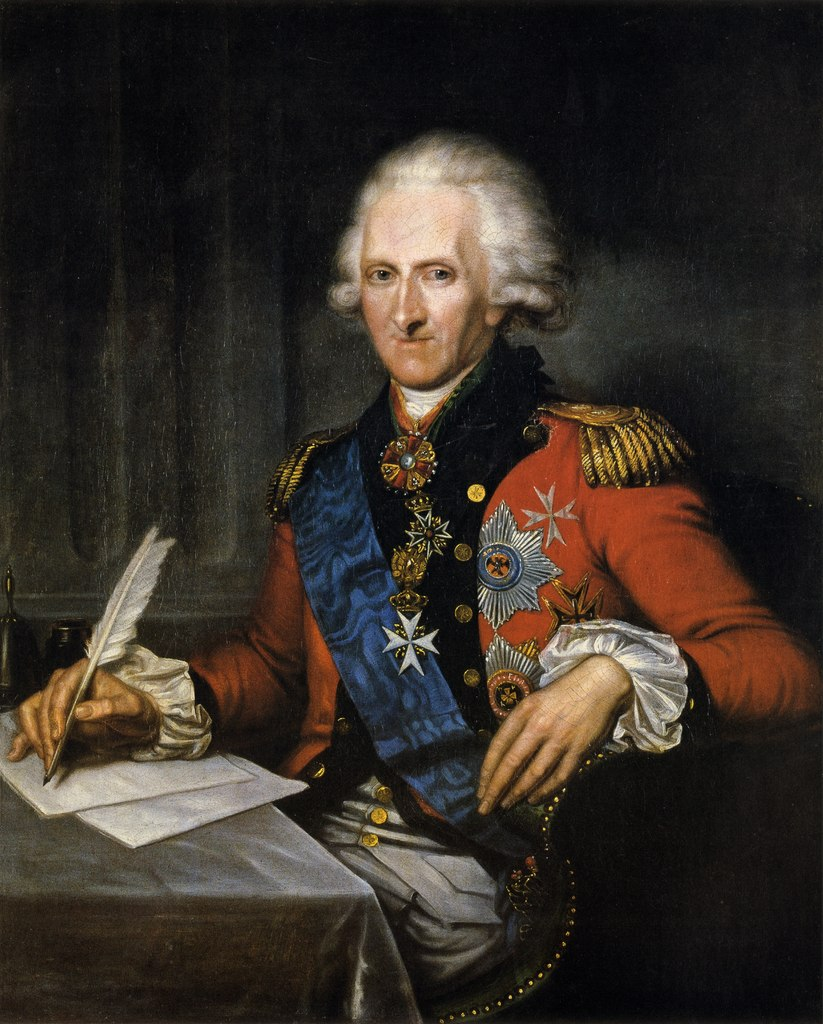
Портрет работы неизвестного художника, 1800-е гг. ()

## Семья
28 декабря 1767 года в Санкт-Петербурге Яков Ефимович Сиверс женился на своей двоюродной сестре, Елизавете Карловне фон Сиверс (1746–1818) (нем. Elisabeth von Sievers), старшей дочери графа Карла Ефимовича Сиверса. Брак закончился разводом из-за любовной связи Елизаветы Карловны с князем Николаем Абрамовичем Путятиным, впоследствии её вторым мужем. В браке родились три дочери:
- Катарина (25 мая 1770 — 1 августа 1844) — жена (с 17 мая 1790) генерал-лейтенанта Карла фон Гюнцель, правителя Выборгского наместничества.
- Бенедикта Елизавета (6 января 1773 — 4 июля 1799) — жена (с 19 октября 1791) графа Вильгельма фон Шёнбург-Векзельбург, саксонского посланника в Касселе. Брак закончился разводом 3 февраля 1797 года.
- Елизавета (24 марта 1776 — 24 апреля 1865) — жена (с 19 августа 1793) барона Бернгарда фон Икскюль, Эстляндского губернатора и сенатора.

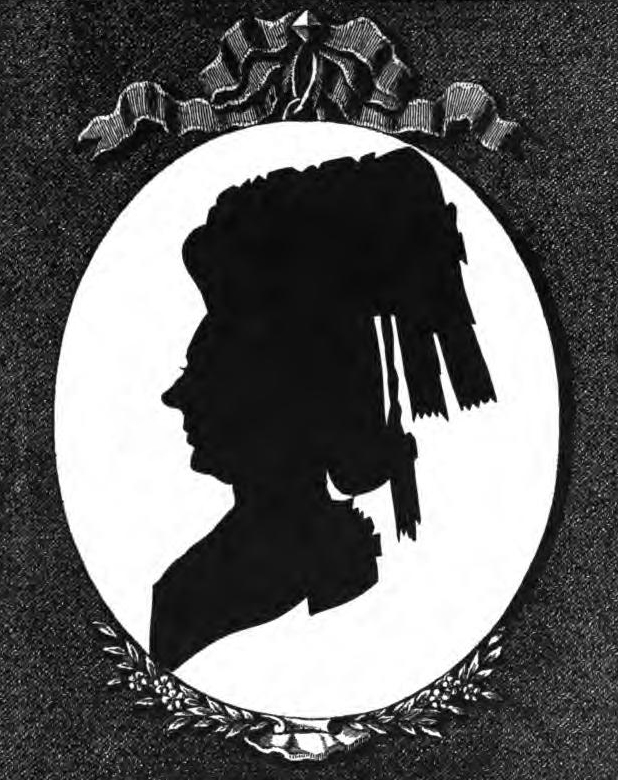
графиня Елизавета Карловна фон Сиверс, 1780-е гг.
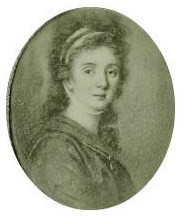
графиня Бенедикта фон Шёнбург-Векзельбург, портрет работы неизвестного художника, 1790-е гг.
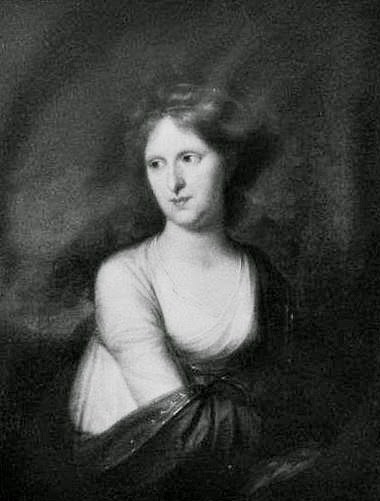
баронесса Елизавета фон Икскюль, портрет работы неизвестного художника, 1790-е гг.

## Память
- В честь Якова Ефимовича Сиверса назван, построенный по его инициативе Сиверсов канал, соединяющий реки Мста и Волхов в системе Вышневолоцкой водной системы.
- Имя Якова Сиверса увековечено в названии малой планеты 22253 Sivers.
- Имя Якова Сиверса носит катер на воздушной подушке Хивус-48 компании Логопром — Борский перевоз.
- В Вытегре имеются Сиверсов мост, построенный в 1808 г. и Сиверсов остров. Сиверсова улица в Вытегре в 1918 г. была переименована в Красноармейскую[5].